# النزفورد، ویکتوریا
النزفورد (به انگلیسی: Allansford) یک شهرک در استرالیا است که در ویکتوریا (استرالیا) واقع شده‌است.